# منطقة النويصيب الحرة
منطقة النويصيب الحرة، هي منطقة تجارة حرة كويتية قيد التأسيس والإنشاء في منطقة النويصيب جنوب دولة الكويت، وهي إحدى المناطق الحرة الثلاث في البلاد إلى جانب كل من منطقة الشويخ الحرة ومنطقة العبدلي الحرة. تبلغ مساحة منطقة العبدلي الحرة 5 كم²، وقد كُلِفت هيئة تشجيع الاستثمار المباشر التي أنشأت بالقانون رقم 116 لسنة 2013 بإدارتها منذ عام 2016 بقرار رقم 907 الصادر من الحكومة الكويتية التي تهدف إنشاء المنطقة الحرة لتنويع اقتصاد الكويت من خلال جذب المزيد من الاستثمارات الأجنبية لبناء اقتصاد مستدام للاستعداد لمرحلة ما بعد عصر النفط.